# Securidaca longipedunculata
Espèce
Classification APG IV (2016)

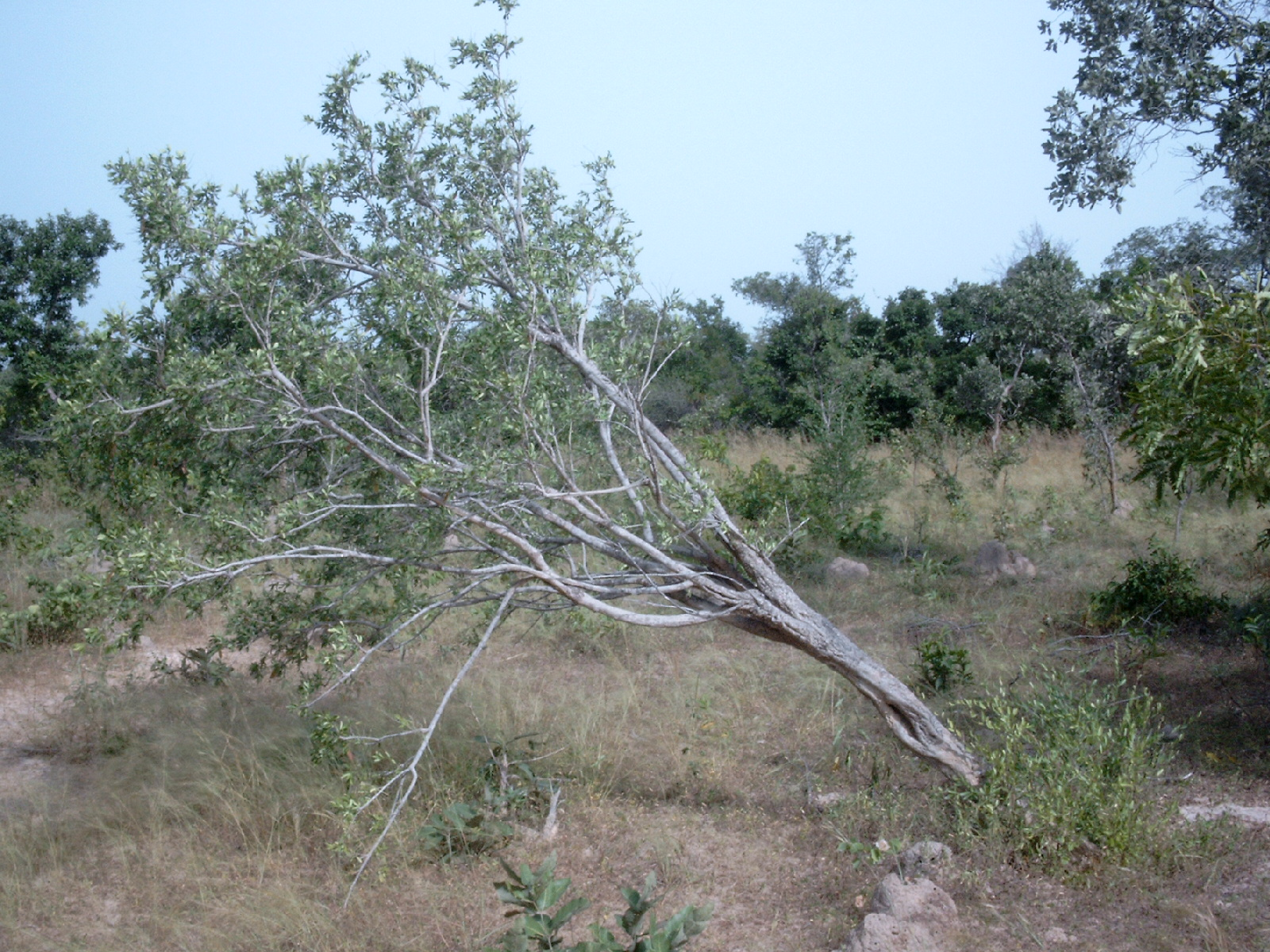
Un arbuste arraché pour en récolter ses racines.

Securidaca longipedunculata est une espèce de plantes à fleurs de la famille des Polygalaceae. C'est un arbuste ou un petit arbre trouvé en Afrique. Il notamment utilisé pour ses vertus cosmétiques et médicinales, en médecine traditionnelle africaine.
On le trouve principalement sous des biotopes de type sahélien, au Burkina Faso et au Soudan, dans les zones sableuses où la pluviométrie se situe entre 500 et 1 000 mm par an. Il se présente comme un arbre isolé, atteignant jusqu'à 5 mètres de haut.
Elle fleurit d'octobre à novembre, les fleurs sont d'un violet intense et dégagent une odeur forte et sucrée. Le fruit peut rester sur l'arbre durant plusieurs mois.

## Usages
Les graines sont utilisées dans des préparations cosmétiques, après pilage et une courte cuisson. L'huile qui en est extraite sert pour des soins de la peau et des cheveux. Cette huile est cependant réputée toxique en cas d'ingestion.
Les racines servent dans différentes préparations en médecine traditionnelle africaine. L'huile essentielle produite à partir des racines contient du salicylate de méthyle à plus de 90 %. Les applications médicinales des racines de la plante sont principalement :
- le traitement des douleurs dentaires ;
- la lutte contre l'eczéma, les dermites allergiques, le prurit ;
- le traitement de l'anémie[4].